# Incorrigibles Parents
Pour plus de détails, voir Fiche technique et Distribution.
Incorrigibles Parents (Genitori in blue-jeans) est un film italien de 1960 réalisé par Camillo Mastrocinque.

## Synopsis
Giuseppe Grimaldi possède à Rome un atelier de confection renommé. Il fait partie d'un groupe d'amis bourgeois dont le film raconte les aventures. Il accompagne à Paris son ami Mario pour présenter la collection de lingerie de la boutique de sa femme Lisa ; c'est en fait un prétexte pour rencontrer des femmes de petite vertu. Celles-ci les dépouillent de leur collection de lingerie. Alors que Giuseppe trouve enfin l'amour en la personne d'une galeriste anglaise, Lisa retrouve Mario à Paris. Mario invente une histoire de douaniers indélicats pour expliquer la disparition de la collection. C'est alors que Lisa retrouve ses modèles portés par les strip-teaseuses d'un cabaret où ils sont allés passer la soirée.

## Fiche technique
- Titre original : Genitori in blue-jeans
- Titre français : Incorrigibles parents
- Réalisation : Camillo Mastrocinque
- Scénario : Oreste Biancoli, Vincenzo Talarico, Sergio Velitti, Dino Verde
- Direction artistique : Riccardo Domenici
- Décors : Piero Filippone
- Costumes : Lucia Mirisola
- Photographie : Alvaro Mancori
- Son : Leopoldo Rosi
- Montage : Roberto Cinquini
- Musique : Piero Umiliani
- Production : Luigi Carpentieri, Ermanno Donati
- Société(s) de production :
- Société(s) de distribution :
- Pays d’origine :  Italie
- Langue originale : italien
- Format : noir et blanc, mono
- Genre : comédie
- Durée : 100 minutes
- Dates de sortie :
  - Italie : 10 février 1960

## Distribution
- Peppino De Filippo : Giuseppe Grimaldi
- Ugo Tognazzi : Renzino
- Mario Carotenuto : Mario
- Scilla Gabel : Colette
- Franco Fabrizi : Gianni
- Sylva Koscina : Elena
- Lynn Shaw : Margaret
- Corrado Pani : Giorgino
- Cathia Caro :
- Alberto Talegalli : Achille
- Irène Tunc :
- Hélène Chanel : Lisa
- Lia Zoppelli : Vanna
- Tiberio Murgia : le vigile

## Analyse
Jean Antoine Gili, dans les suppléments de l'édition en DVD française, décrit un film commercial, qui a néanmoins le mérite de témoigner d'une époque insouciante. Les parallèles avec La dolce vita sont saisissants : même thème de bourgeois romains, hédonistes et dans la quarantaine, même année de tournage (1959), même fontaine de Trevi filmée de nuit, également un strip-tease lors d'une soirée… Mais là où Fellini signe un film considéré comme un chef-d'œuvre, Camillo Mastrocinque fournit un aimable divertissement, néanmoins soigné dans le scénario, la réalisation et la musique jazzy.
À aucun moment on ne voit de parents en blue jeans, ceux-ci portant plus le costume et la robe de soirée : le titre italien (Genitori in blue-jeans) provient simplement de celui de la chanson finale du film.